# Адамкевич, Альберт
А́льберт Адамке́вич (пол. Albert Adamkiewicz; 11 августа 1850, Жеркув — 31 октября 1921, Вена) — польский медик.
Изучал медицину в Кёнигсберге, затем в Бреслау в лаборатории Рудольфа Гейденхайна. Во время Франко-прусской войны 1870 года прервал свои занятия, чтобы принять участие в войне. После заключения мира работал в Вюрцбурге у Фридриха Реклингхаузена; c 1880 г. ординарный профессор в Кракове, а с 1891 г. — в Вене.
Написал большое число работ, главнейшие из которых посвящены анатомии и физиологии головного и спинного мозга и их кровеносной системы, а также изучению рака. Адамкевич предложил лечить рак изобретённым им средством — канкроином, представшим из себя продукт обмена найденных Адамкевичем паразитов Coccidium Sarkolytus.